# Paleobotànica

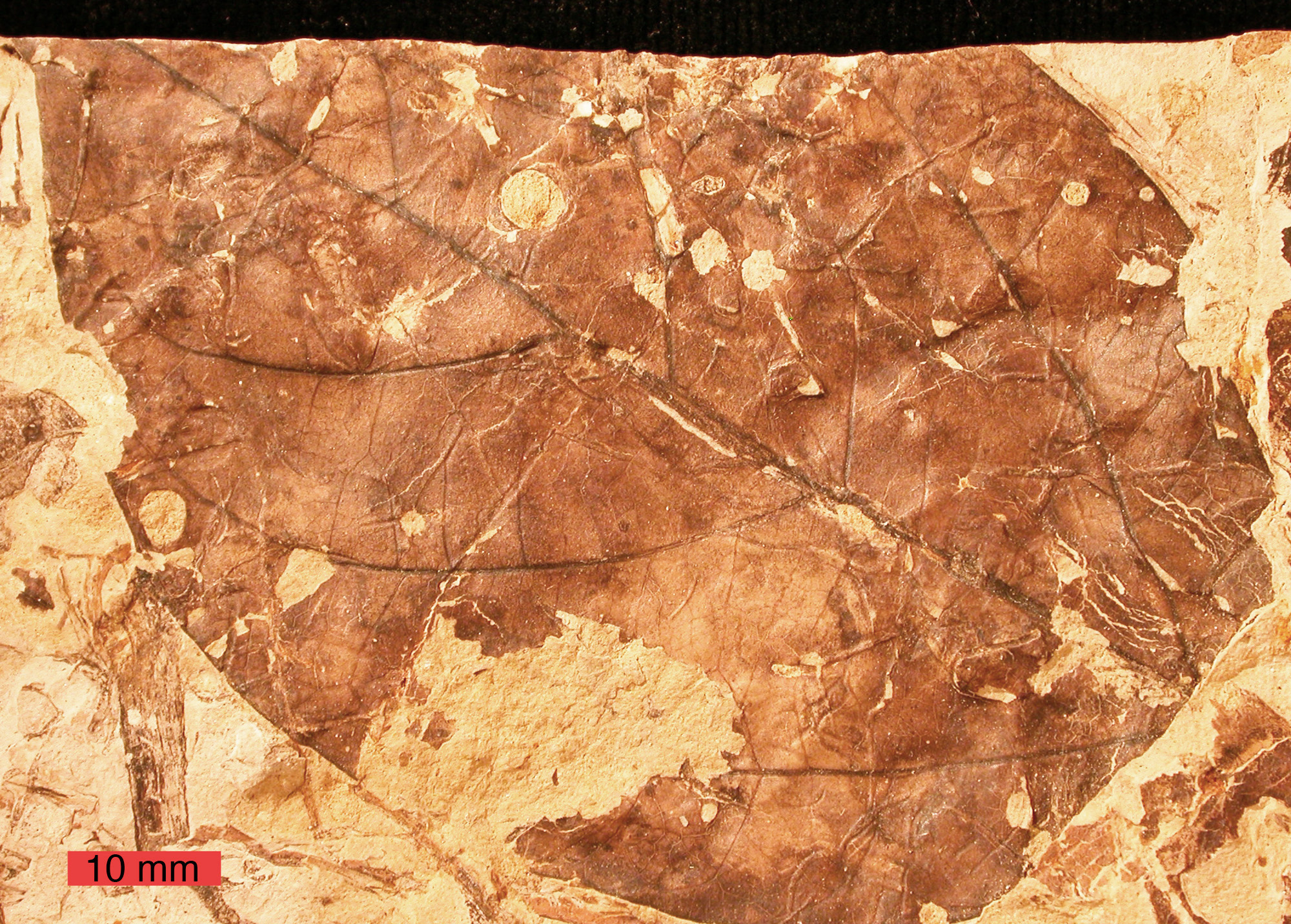
Viburnum lesquereuxii

La paleobotànica (del grec paleo = 'antic' i botanikos = 'de les herbes') és la branca de la paleontologia que estudia les restes de vegetals i algues que van viure en el passat. També considera l'ús de les restes per a la reconstrucció dels ambients antics i la història de la vida. Inclou l'estudi dels fòssils de les plantes terrestres, així com el dels autòtrofs marins, com les algues.
L'any 2011, es va descobrir a la Xina (província de Liaoning) un fòssil, datat de 125 milions d'anys enrere, molt ben conservat, d'una ranunculàcia que es va anomenar Leefructus minor. Aquest fòssil mostra la part que surt del terra d'una planta madura. Té una única tija amb cinc fulles i una d'aquestes porta una flor completament desenvolupada i amb cinc pètals. Com aquesta planta, tan antiga, ja estava ben desenvolupada, demostraria que la radiació de les plantes eudicots va començar de 10 a 15 milions d'anys abans del que es considerava. Fa 125 milions d'anys, encara no hi havia abelles i la pol·linització d'aquestes plantes hauria d'anar a càrrec d'altres insectes com dípters i coleòpters.
Exemples de plantes prehistòriques són: Araucaria mirabilis, Archaeopteris, Calamites, Glossopteris, Hymenaea protera, Nelumbo aureavallis, Protosalvinia, Palaeoraphe, Trochodendron nastae, Dillhoffia o Peltandra primaeva.